# Hutu Power
El Hutu Power o, en español, Poder Hutu es una ideología de corte supremacista racial que afirma la superioridad étnica de los hutus, principalmente sobre los tutsis y los twas, razón por la cual tendrían derecho a dominarlos y eliminarlos, así como también a otras minorías. Al contar con la adhesión de extremistas hutus, esta ideología se popularizó a tal grado que desembocó en el genocidio ruandés de 1994 contra los tutsis y sus parientes, contra los hutus moderados que se oponían a las masacres y contra los twa a los que se consideró traidores. Entre los partidos y movimientos políticos que abrazaron la ideología del Poder Hutu se encuentra Akazu, la Coalición por la Defensa de la República así como su milicia paramilitar Impuzamugambi y el partido gobernante Movimiento Republicano Nacional por la Democracia y el Desarrollo junto a su milicia paramilitar Interahamwe. La teoría de que el pueblo hutu es superior es más común en Ruanda y Burundi, donde éste constituye la mayoría de la población. Debido al carácter absolutamente destructivo de esta ideología, se ha comparado con el nazismo histórico en el mundo occidental.
En 1990, Hassan Ngeze escribió el Decálogo Hutu, documento que sirvió de base a la ideología del Poder Hutu. El Decálogo hacía un llamamiento a la supremacía de los hutus en Ruanda, reclamando un liderazgo exclusivamente hutu en las instituciones públicas ruandesas y en la vida pública del país, la total segregación de hutus y tutsis así como la exclusión de éstos de las instituciones y la vida pública. La ideología del Poder Hutu idealizó la cultura hutu y denigró a los tutsis, mostrándolos como intrusos empeñados en restaurar una monarquía de tutsis.

## Historia

### Trasfondo
El Reino de Ruanda era gobernado tradicionalmente por un mwami o rey tutsi. La evidencia histórica sugiere que los hutu y los twa formaban parte del gobierno, aunque los twa bastante menos que los hutu, que eran más numerosos. La brecha entre tutsis y hutus ha sido descrita como un sistema de castas: un hutu podía acceder al estatus de tutsi por matrimonio o por alcanzar el éxito. Los tutsis, que eran principalmente pastores, tenían un puesto mejor valorado en la sociedad ruandesa que los hutus agricultores y los twas alfareros y cazadores-recolectores.
La sociedad creó esquemas basados en la idea de que el estatus social venía determinado por las ocupaciones tradicionales atribuidas a cada grupo étnico: los twa, que eran los que más directamente trabajaban con la tierra (a través de la alfarería), eran vistos como impuros; los hutus, que también trabajaban la tierra pero menos que los twa, estarían a su vez considerados menos puros que los tutsis, pueblo que existiría a un nivel superior al de la tierra. Cuando Alemania, y posteriormente Bélgica, colonizaron el reino, interpretaron a través del prisma de la hipótesis camítica la división étnica local.
Autores europeos como John Hanning Speeke escribieron sobre los tutsis y les atribuyeron un origen camítico y que se habrían originado en tierras de la actual Etiopía y posteriormente migrado hacia el sur, llevando así la "civilización" a las razas negroides del África Subsahariana. Debido a ello, la administración colonial habría favorecido a los tutsis a expensas de los hutus y los twas. Asimismo, habría impuesto un sistema de tarjetas de identificación e introducido la clasificación étnica en los censos, medidas que habrían coadyuvado una división étnica  artificial y contribuido a hacer más tensa la convivencia entre los distintos grupos. En realidad, los tutsis, hutus y twas tenían pocas diferencias culturales o genéticas
 

### Cambios durante el coloniaje belga
Hacia el final de la dominación colonial belga, el gobierno empieza a favorecer a los hutus, que se estaban organizando para adquirir más influencia. Más aún, la administración belga temía el ascenso del comunismo y un régimen socialista de carácter panafricanista dirigido por Patrice Lumumba desde el la República del Congo-Leopoldville. La entonces autoridad belga Guy Logiest organizó las primeras elecciones democráticas de Ruanda con el fin de evitar derivas radicales en la política del país.  Al ser los hutus la población mayoritaria, los candidatos electos para  la mayoría de cargos del nuevo gobierno provenían de dicha etnia.

## Formación
El primer presidente electo Grégoire Kayibanda, de etnia hutu, utilizó las tensiones étnicas existentes para mantenerse en el  poder. Radicales hutus, en colaboración con su grupo afín (y posteriormente en contra del mismo), adoptaron la hipótesis camítica, que representaba a los tutsis como gente llegada de fuera, invasores y opresores de Ruanda. Algunos radicales hutus pedían que los tutsis fueran enviados "de vuelta a Abisinia", en referencia su supuesta tierra de origen ancestral. Estas primeras formulaciones del Poder Hutu idealizaron una Ruanda "previa a la invasión": un territorio étnicamente puro dominado por los hutus.

## Bajo Habyarimana
En 1973, el general y ministro de defensa Juvénal Habyarimana, de etnia hutu y apoyado por ruandeses septentrionales más radicales, derrocó a Kayibanda y al parecer los mandó matar bajo arresto domiciliario. Muchos de sus seguidores provenían de su distrito norteño, descendientes de reinos hutus que habían sido semiautónomos antes del periodo colonial. La administración que resultó del golpe demostró ser mejor para los tutsis, ya que la violencia promovida por el Estado fue más esporádica que bajo Kayibanda.
En medio de condiciones económicas difíciles y amenazados por la invasión del Frente Patriótico Ruandés (FPR), Habyarimana optó por exacerbar las tensiones étnicas.

## Propagadores
El Poder Hutu ha tenido diferentes propagadores. Hassan Ngeze, emprendedor reclutado por el gobierno para combatir la publicación tutsi Kanguka, creó y editó Kangura, un boletín del Poder Hutu radical. Publicó el "Decálogo Hutu" donde se lee lo siguiente:
- Hutus y tutsis no deben formar matrimonios mixtos.
- El sistema educativo debe estar compuesto por una mayoría hutu (siendo así reflejo de la sociedad).
- Las Fuerzas Armadas ruandesas deben estar compuestas exclusivamente por hutus.

La emisora Radio Télévision Libre des Mille Collines (RTLM) emite programas radiales que sugieren el fin de la tolerancia a los tutsis, repitiendo el Decálogo Hutu y reuniendo un apoyo social a la ideología del Poder Hutu. Dos de las principales voces de la RTLM eran los propagandistas Valérie Bemeriki y Georges Ruggiu. La repetición constante del Decálogo Hutu fue un intento de incitar a la población para que se movilizase a cometer el genocidio contra los tutsis —éstos fueron acusados de constituir una amenaza al orden social y político conseguido a raíz de la independencia— según los planes de la organización extremista hutu Akazu . El político Léon Mugesera dio un discurso en noviembre de 1992 donde habría afirmado: "No tengas miedo, has de saber que todo aquel a quien tú no degüelles te degollará a ti... Que hagan las maletas, que se vayan, que nadie vuelva aquí a hablar y que nadie traiga esos trapos a los que llaman bandera". Los programas radiales a menudo se referían a los tutsis como inyenzi, palabra del kinyarwanda que significa «cucaracha», aunque el término también lo habrían utilizado los tutsis del Frente Patriótico Ruandés para llamarse a sí mismos.

## Oposición a la mezcla étnica
El Decálogo proscribía cualquier forma de relación entre hutus y mujeres tutsis, estableciendo que cualquier hutu que "despose a una tutsi", "tenga por amiga a una tutsi" o "tenga a una tutsi por secretaria o concubina" será traidor al pueblo hutu. Denunciaba a los tutsis como gente deshonesta en los negocios, cuyo "único objetivo es la supremacía de su grupo étnico", declarando que todo hutu que hiciese negocios con un tutsi era un traidor a su pueblo. El Decálogo declaraba que "los hutus no deben seguir sintiendo lástima por los tutsis" y se refería a los tutsis como "el enemigo común tutsi".

## Movilización para el genocidio
Durante los acuerdos de Arusha, tentativa de negociación entre el gobierno ruandés y el FPR, hubo hutus radicales que empezaron a sostener que Habyarimana habría sido manipulado por tutsis y por hutus no radicales, atacando duramente a la entonces primera ministra Agathe Uwilingiyimana .  Después del asesinato de Habyarimana, acción que en ese momento la gente atribuyó especulativamente a extremistas tutsis, las fuerzas del Poder Hutu movilizaron milicias, principalmente Interahamwe, y movilizaron también al populacho para llevar a cabo las masacres del genocidio ruandés. La guardia presidencial del ejército asesinó a la primera ministra Uwilingiyimana y a otros varios altos cargos gubernamentales moderados.|

## Consecuencias
La derrota del gobierno por parte del FPR acabó con el genocidio, y el movimiento del Poder Hutu ' fue derrotado y suprimido. Muchos voceros del Poder Hutu fueron arrestados a raíz del genocidio, acusados y juzgados. Ngeze fue a prisión con una sentencia de 35 años. En 2005, Mugesera fue deportadod desde Canadá a Ruanda para enfrentarse a un juicio por su participación en los asesinatos.